# Амфитеатр Пулы
Амфитеа́тр Пу́лы — памятник древнеримской истории и архитектуры. Расположен в городе Пула, Хорватия. Это единственная из сохранившихся арен, которая имеет 4 башни и все три римских архитектурных ордера. При этом по своим размерам амфитеатр занимает 6-е место в мире среди подобных сооружений. 

## Особенности сооружения
Внешние стены арены возведены из известняка и имеют высоту 29,4 м. На первых двух этажах находятся 72 арки, а на верхнем этаже расположено 64 прямоугольных проёма. Размер осей эллипса амфитеатра равен 132,45 и 105,1 м.
Вместимость постройки в период её активного использования составляла 23 тысячи человек. Трибуны были расположены под уклоном к самой арене, которая имела размеры 67,95 м × 41,65 м. От публики эта территория огораживалась железными решётками. Основным развлечением зрителей были бои гладиаторов и травля диких животных. Под сооружением находилось несколько подземных галерей, которые соединяли клетки с дикими животными, а также другие помещения и саму арену. Иногда над амфитеатром устанавливался velarium (большой парус), защищавший людей от солнца и дождя.

## История

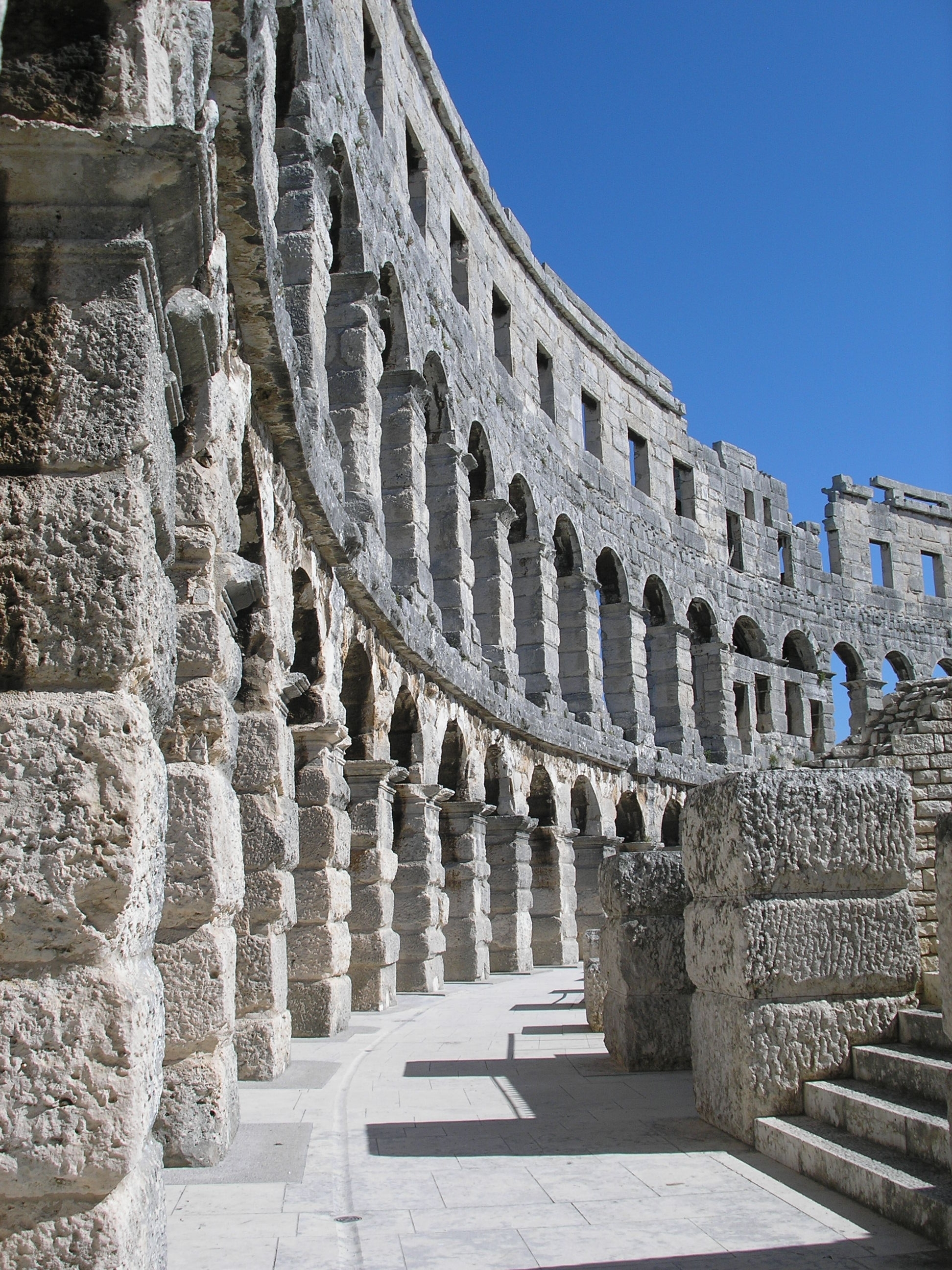
Стены арены. Вид изнутри

Арена была построена в I веке н. э., в то время, когда Пула являлась достаточно крупным городом Римской империи. Изначально, она находилась за городскими стенами вдоль дороги Флавия. В 2—14 годах при императоре Августе амфитеатр был деревянным, и лишь во времена правления Клавдия был перестроен и стал каменным. В 79 году арену расширили для того, чтобы принимать на ней гладиаторские бои.
В V веке император Гонорий запретил гладиаторские бои, и с этого времени начинается снижение интереса к сооружению. С того же века начинается постепенное разграбление и разрушение амфитеатра местными жителями, прекращённое лишь указом патриарха Аквилеи в XIII веке. В эпоху Средневековья территория арены использовалась для выпаса домашнего скота, ярмарок и рыцарских турниров. В 1583 году сенат Венеции предложил разобрать постройку и перевезти её в свой город, однако эта идея была отклонена. П. А. Толстой, посетивший Пулу в 1697 году, занёс в свой дневник:

«Город Поля стоит на краю моря; строение в нем все каменное; в том городе есть церковь греческаго закону. Подле того города видел я некоторое старых лет здание каменное, удивлению достойно, зделано видом округло, величеством вокруг 177 сажен, высотою гораздо высоко, имеет на себе в высоту трои окна, которых обретается на том здании болши 300 окон. Сказывают о том строени, что в древних летех построил то строение некоторой цесарь римской для того, чтоб имел в том здани заперты ядовитые звери: лвы, и пардусы, и бабры, и иных родов многое число. И когда во власти того цесаря которой человек был достоин смерти, того человека вметали в то вышеписанное здание на растерзание от зверей, а, со стены того здания смотря, тот цесарь тем увеселялся».
В начале XIX века была проведена реконструкция арены под руководством архитектора Пьетро Нобиле и покровительством австрийского императора Франца I. В 1932 году амфитеатр переоборудован для театральных постановок, военных церемоний, парадов и различных массовых мероприятий. Количество мест для зрителей составило 5 тыс.
Амфитеатр Пулы изображён на оборотной стороне банкноты номиналом 10 кун, образца 1993, 1995, 2001 и 2004 годов.